# Скаррі (округ, Техас)
Шаблон:StateAbbr_ 32°45′ пн. ш. 100°55′ зх. д. / 32.75° пн. ш. 100.92° зх. д.
Округ  Скаррі (англ. Scurry County) — округ (графство) у штаті  Техас, США. Ідентифікатор округу 48415.

## Історія
Округ утворений 1884 року.

## Демографія
За даними перепису 2000 року загальне населення округу становило 16361 осіб, зокрема міського населення було 10957, а сільського — 5404. Серед мешканців округу чоловіків було 8489, а жінок — 7872. В окрузі було 5756 домогосподарств, 4163 родин, які мешкали в 7112 будинках. Середній розмір родини становив 3,05.
Віковий розподіл населення поданий у таблиці:
| Стать    | До 15 років | 15-21 | 22-29 | 30-39 | 40-49 | 50-65 | 65-85 | Понад 85 |
| -------- | ----------- | ----- | ----- | ----- | ----- | ----- | ----- | -------- |
| Чоловіки | 1646        | 1130  | 928   | 1123  | 1444  | 1177  | 950   | 91       |
| Жінки    | 1633        | 867   | 638   | 909   | 1123  | 1217  | 1236  | 249      |

## Суміжні округи
- Кент — північ
- Фішер — схід
- Мітчелл — південь
- Борден — захід
- Гарза — північний захід

## Виноски
1. ↑  U.S. Decennial Census. United States Census Bureau. Архів оригіналу за 12 травня 2015. Процитовано 10 травня 2015.
2. ↑  Texas Almanac: Population History of Counties from 1850–2010 (PDF). Texas Almanac. Процитовано 10 травня 2015.
3. ↑  State & County QuickFacts. United States Census Bureau. Архів оригіналу за 18 жовтня 2011. Процитовано 24 грудня 2013. [Архівовано 2011-10-18 у Wayback Machine.](англ.) Наведено за англійською вікіпедією.
4. ↑  American FactFinder. Бюро перепису населення США. Архів оригіналу за 26 лютого 2012. Процитовано 31 січня 2008. [Архівовано 2008-05-21 у Wayback Machine.]

| США | Це незавершена стаття з географії США. Ви можете допомогти проєкту, виправивши або дописавши її. |